# Giovanni Gabrieli
Giovanni Gabrieli (ca. 1555 – 1612) was een componist, organist en priester uit Venetië. Hij geldt als de grootste Venetiaanse componist uit de late renaissance, een van de belangrijkste musici uit zijn tijd en een schoolvoorbeeld van de veranderde zeitgeist die het begin inluidde van een nieuw tijdperk: de Barok. Bij zijn dood in 1612 liet Gabrieli een uitzonderlijk oeuvre van instrumentale muziek na, waarin genres als de canzona, sonata en het motet vertegenwoordigd zijn. Giovanni Gabrieli ontwikkelde een bijzondere polychorale techniek (cori spezzati) waaraan tot op heden zijn naam verbonden is.

## Levensloop

### Jeugd
Giovanni Gabrieli werd naar alle waarschijnlijkheid geboren tussen 1555 en 1557 in Venetië, en meer bepaald in het district Cannareggio (Venetië kent zes districten). Bij Giovanni’s geboorte kende Venetië haar culturele hoogtepunt en was het ongetwijfeld een van de belangrijkste muzikale centra in Europa. Het is bekend dat Giovanni zijn eerste muzikale vorming bij zijn oom, Andrea Gabrieli, genoot. Hun relatie was zelfs zo nauw dat Giovanni zichzelf naar eigen zeggen beschouwde als een zoon. Gelijkenissen tussen verschillende madrigalen en motetten zijn dan ook niet toevallig.

### Studies in München
Over Giovanni’s vroegere studies is maar weinig bekend. Wel weten we dat hij tussen 1575 en circa 1580 aan de hofkapel van de hertog Albrecht V van Beieren verbleef, waar hij in de leer ging bij Orlandus Lassus. Tijdens zijn verblijf aan het hof schreef Giovanni zijn eerste madrigalen. Na de dood van hertog Albrecht V in 1579 verliet Giovanni het hof om terug te keren naar zijn familie in Venetië.

### organist van de San Marco
Tot 1584 is praktisch niets bekend over het leven van Giovanni Gabrieli. In dit jaar verving hij Claudio Merulo als organist in de basiliek van San Marco in Venetië. Tweede organist is zijn oom Andrea Gabrieli. Merulo, bekend als virtuoze organist, had ontslag genomen na zevenentwintig jaar dienst bij de Doge om  het orgel van de Santa Maria della Steccata in Parma te gaan bespelen. Op 1 januari 1585 werd zijn tijdelijke post permanent gemaakt aan de hand van een proef. Zijn rivaal was ene Marc’Antonio Antonini, van wie bijna niets bekend is, en Giovanni zal deze post behouden tot aan zijn dood. Oom en neef spelen vanaf dat ogenblik samen in de San Maro. De vreugde is echter van korte duur: Andrea Gabrieli stierf op 30 augustus 1585. Familiaal heeft dit voor Giovanni grote gevolgen gehad, maar dit was tevens een springplank voor de verdere loopbaan van de Venetiaanse componist en zijn oeuvre.

### Ceremoniële muziek San Marco
Na 1585 nam Gabrieli de taak van zijn oom over als belangrijkste componist van ceremoniële muziek van de San Marcobasiliek en bijgevolg ook van de Venetiaanse doge. Het is vooral omwille van het motet dat de componist hierin uitblonk. Ze correspondeerden met belangrijke gebeurtenissen op de Kerkelijke kalender en zijn doorgaans zettingen van psalmen. Er wordt een onderscheid gemaakt tussen Gabrieli’s vroegere motetten voor enkel koor en latere motetten voor dubbelkoor. ‘Cori spezzati’ is de naam van de techniek die een afwisseling gebruikt van twee koren waardoor er als het ware een stereo-effect ontstaat in het kerkgebouw. Giovanni weet deze stijl (die zijn oorsprong kende bij Adriaan Willaert) als geen ander te vermengen met de glorieuze Venetiaanse polyfonie. Naast geestelijke composities als het motet voor de San Marcobasiliek, was Gabrieli ook vertrouwd met profane genres die hij schreef onder toezicht van de Venetiaanse heersers. De belangrijkste genres zijn het gelegenheidsmotet, de canzona, het madrigaal en composities voor vocale en instrumentale ensembles.

### Uitgave werken Andrea Gabrieli
Na het overlijden van zijn oom in 1585 besloot Giovanni een groot deel van Andrea Gabrieli’s oeuvre te bewerken om het te kunnen publiceren. Concerti di Andrea e Giovanni Gabrieli (1587) is een collectie van Andrea’s grootste werken, aangevuld met eigen composities. Terzo libro de madrigale a cinque voci (1589) is de naam van een tweede uitgave. In de jaren 90 van de zestiende eeuw zal Giovanni nog twee bundels publiceren met composities van zijn oom.

### Scuola Grande di San Rocco
In 1585 werd Gabrieli gekozen om Vincenzo Ballavere op te volgen als organist aan de Scuola Grande di San Rocco, een van de zes broederschappen in Venetië. Hier zal hij samen met diverse andere muzikanten de ceremonies voorzien van muziek, onder wie de cornettist Giovanni Bassano. Het is niet bekend welke composities Giovanni schreef voor de broederschap, wel zijn er een reeks vermoedens.

### Sacrae Symphoniae
In 1597 verscheen een eerste collectie van Giovanni Gabrieli’s eigen composities, de Sacrae symphoniae. Het werk bevat uitsluitend instrumentale en vocale composities voor de liturgie en werd voor een groot deel geschreven voor cori spezzati. Ongetwijfeld schreef Gabrieli een groot deel van deze composities voor de San Marcobasiliek. Daarnaast is het niet onwaarschijnlijk dat Gabrieli een deel van deze composities schreef voor de broederschap van San Rocco. Sacrae symphoniae bevat onder meer de beroemde Sonata pian’e forte alla quarta bassa, die beschouwd wordt als het eerste werk waarin de dynamiek (piano/forte) in de partituur aangeduid staat. In 1615 verscheen er een tweede bundel met dezelfde naam en gelijkaardige werken. De invloed van dit werk is niet te onderschatten: vele van de composities uit het eerste volume uit 1597 zijn heruitgegeven aan de andere kant van de Alpen, in de Duitssprekende gebieden. Bovendien gaf zijn leerling Heinrich Schütz drie gelijknamige bundels uit, als eerbetoon voor zijn leermeester.

### Leerlingen
Gabrieli was naast componist en organist een uitstekend pedagoog. De namen van een aantal van zijn leerlingen zijn bekend en vooral afkomstig uit de Duitssprekende gebieden, wat opnieuw zijn populariteit daar weerspiegelt. Veruit de meest roemrijke naam onder Gabrieli's leerlingen is Heinrich Schütz, die heden geldt als de grootste Duitse componist uit de vroege Barok.

### Overlijden/Invloed
Op 12 augustus 1612 overleed Gabrieli aan de gevolgen van een onbekende ziekte waaraan hij al gedurende acht jaar leed. Het document dat zijn dood aankondigt vermeldt de leeftijd van 58 jaar. 
Het respect dat hij destijds genoot wordt weerspiegeld in drie postume collecties, verzameld door vrienden en bewonderaars, met een groot aantal manuscripten van de componist. Het is vooral in het zeventiende-eeuwse Duitsland dat Gabrieli’s oeuvre enorm invloedrijk zal zijn. Hier hielden zijn studenten, waaronder Heinrich Schütz, Gabrieli’s reputatie levend, zelfs lang nadat zijn muziek vergeten was in de stad van herkomst, Venetië. Concreet betekent dit de overname van het 16e-eeuwse madrigaal, het gebruik van de Venetiaanse polychorale traditie en het ontstaan van de Duitse barok, die zijn wortels heeft in het laat-zestiende-eeuwse Venetië.

## Werken (selectie)

### originele drukken
- madrigaal in Il secondo libro de' madrigali a 5 voci de' floridi virtuosi del serenissimo duca di Baviera, con una a dieci, 1575
- Il primo libro di madrigali et ricercari a quattro voci Venezia, A. Gardano, 1587
- Concerti di Andrea e di Gio. Gabrieli, organisti della serenissima signoria di Venezia, continenti musica di chiesa, madrigali ed altri per voci e stromenti musicali a 6, 7, 8, 10, 12,16, etc..., ibid., 1587
- Intonationi d'organo di Andrea Gabrieli, et di Gio. suo nepote… composte sopra tutti li dodici toni della musica… libro primo, ibid., 1593
- Ricercari di Andrea Gabrieli… composti et tabulati per ogni sorte di stromenti da tasti… libro secondo, ibid., 1597
- Sacrae symphoniae... , senis, 7, 8, 10, 12, 14, 15, & 16, tam vocibus, quam instrumentis, ibid., 1597
- Giovanni Gabrielis et H. Hasleri honori et amori G. Gruberi… Hymenai 6 v., Neurenberg, Kauffmann, 1600
- Reliquae sacrorum concentuum Giovan Gabrielis, Johan-Leonis Hasleri ibid., (postuum) 1615
- Symphoniae sacrae… liber secundus, senis, 7, 8, 10, 11, 12, 13, 14, 15, 16, 17, & 19, tam vocibus, quam instrumentis, (postuum) Venetie, B. Magni, 1615
- Canzoni et sonate… a 3, 5, 6, 7, 8, 10, 12, 14, 15, & 22 voci, per sonar con ogni sorte de instrumenti, con il basso per l'organo, (postuum) ibid., 1615

### bewerkingen/uitgaven voor blazers
- Canzon Primi Toni, voor twee koren koperblazers
- Canzon Septimi Toni (Mixolydisch) no. 1, voor twee koren koperblazers
- Canzon Septimi Toni (Mixolydisch) no. 2, voor twee koren koperblazers
- Canzon Duodecimi Toni (Hypoionisch), voor twee koren koperblazers
- Canzon Quarti Toni, voor drie koren kopersblazers
- Canzon à 12, voor drie koren koperblazers
- Canzon à 12 in echo, voor drie koren koperblazers
- Canzon Noni Toni, voor twee koren koperblazers
- Canzoni noni toni a 12, voor drie koren koperblazers
- Canzona per Sonare no. 1 "La Spiritata"
- Canzona per Sonare no. 2, voor drie koren koperblazers
- Canzona per Sonare No. 3
- Canzona per Sonare no. 4
- Canzona per Sonare no. 27, voor twee koren koperblazers
- Canzona per Sonare no. 28, voor twee koren koperblazers
- Sonata pian'e forte, voor twee koren koperblazers
- Sonata Octavi Toni (Hypomixolydisch), voor twee koren koperblazers